# Justin
Justin je moško osebno ime in tudi slovenski priimek.

## Izvor imena
Ime Justin je različica moškega osebnega imena Just.

## Različice imena
- ženska oblika imena: Justina

## Tujejezikovne različice imena
- pri Angležih: Justin
- pri Italijanih: Giusto
- pri Poljakih: Justyn

## Pogostost imena
Po podatkih Statističnega urada Republike Slovenije je bilo na dan 31. decembra 2007 v Sloveniji število moških oseb z imenom Justin: 131.

## Osebni praznik
V koledarju je ime Justin zapisano 1. januarja (Justin, galski mučenec, † 1. jan. okrog leta 165).